# Titularbistum Tlos
Tlos ist ein Titularbistum der römisch-katholischen Kirche. 
Es geht zurück auf einen früheren Bischofssitz in der antiken Stadt Tlos, die sich in der kleinasiatischen Landschaft Lykien im Südwesten der heutigen Türkei befand. Das Bistum gehörte der Kirchenprovinz Myra an.
| Titularbischöfe von Tlos |                                                             |                                                                                |                   |                    |
| Nr.                      | Name                                                        | Amt                                                                            | von               | bis                |
| 1                        | Jérôme-Louis de Foudras de Courcenay                        | Koadjutorbischof von Poitiers (Frankreich)                                     | 1. Dezember 1721  | 3. Februar 1732    |
| 2                        | George Hilary Brown                                         | Apostolischer Vikar des Lancashire Districts (Großbritannien)                  | 22. April 1842    | 29. September 1850 |
| 3                        | Charles-François Baillargeon Titularerzbischof pro hac vice | Koadjutorerzbischof von Québec Apostolischer Administrator von Québec (Kanada) | 14. Januar 1851   | 25. August 1867    |
| 4                        | Martin Griver y Cuni                                        | Apostolischer Administrator von Perth (Australien)                             | 1. Oktober 1869   | 22. Juli 1873      |
| 5                        | Antonio Centore                                             | Weihbischof in Capua (Italien)                                                 | 28. Januar 1876   | 10. April 1898     |
| 6                        | José de Jesús Fernández y Barragán                          | Koadjutorbischof von Zamora (Mexiko)                                           | 11. April 1899    | 24. Oktober 1908   |
| 7                        | Eugène-Louis Kleiner MEP                                    | emeritierter Bischof von Mysore (Indien)                                       | 17. Juni 1910     | 19. August 1915    |
| 8                        | Francisco Uranga y Sáenz                                    | Weihbischof in Guadalajara (Mexiko)                                            | 13. November 1919 | 21. April 1922     |
| 9                        | Daniel Rivero Rivero                                        | Koadjutorbischof von Santa Cruz de la Sierra (Bolivien)                        | 17. Mai 1922      | 30. März 1931      |
| 10                       | Leon Wałęga                                                 | emeritierter Bischof von Tarnów (Polen)                                        | 4. Mai 1932       | 13. März 1933      |
| 11                       | Matthias Ly Yun-ho                                          | Apostolischer Vikar von Yachow (Republik China)                                | 16. März 1933     | 4. August 1935     |
| 12                       | Cândido Julio Bampi OFMCap                                  | Prälat von Vacaria Weihbischof in Caxias (Brasilien)                           | 27. Juni 1936     | 7. Juli 1978       |
| 13                       | Paciano Basilio Aniceto                                     | Weihbischof in Tuguegarao (Philippinen)                                        | 7. April 1979     | 20. Oktober 1983   |
| 14                       | Carl Anthony Fisher SSJ                                     | Weihbischof in Los Angeles (USA)                                               | 23. Dezember 1986 | 2. September 1993  |
| 15                       | António Vitalino Fernandes Dantas OCarm                     | Weihbischof in Lissabon (Portugal)                                             | 3. Juli 1996      | 25. Januar 1999    |
| 16                       | Francisco Ramírez Navarro                                   | Weihbischof in Tlalnepantla (Mexiko) (em. 4. März 2015)                        | 27. Dezember 2000 |                    |